# Lupii București
Lupii București, cunoscuți și ca Bucharest Wolves, sunt echipa profesionistă de rugby care reprezintă cluburile românești din SuperLiga la European Rugby Challenge Cup (Challenge-ul european al cluburilor), al doilea eșalon valoric al rugby-ului european. 
Echipa a fost creată de Federația Română de Rugby pentru a familiariza cu nivelul înalt european cei mai buni jucători ai competiției interne eligibili la naționala României. Sub denumirea „Bucharest Oaks” (Stejarii București), a jucat primul său meci de European Challenge Cup împotriva clubului francez RC Toulon, scorul fiind 16–20. În anul 2011 s-a redenumit „Lupii București”.

## Legături externe
- Pagina oficială de Facebook
- Știrile despre Lupii București la Federația Română de Rugby
- en  Prezentare Arhivat în 19 iunie 2015, la Wayback Machine. pe EPC Rugby